# Donovan Clingan

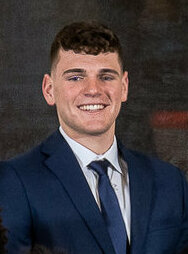
Donovan Clingan, 2023.

Donovan John Clingan, född 23 februari 2004 i Bristol i Connecticut, är en amerikansk professionell basketspelare (C) som spelar för Portland Trail Blazers i National Basketball Association (NBA).
Han draftades av Portland Trail Blazers i första rundan i 2024 års draft som sjunde spelare totalt.
Innan Clingan blev proffs studerade han vid University of Connecticut och spelade för universitetets idrottsförening Connecticut Huskies.